# Сидорово (Ивановская область)
Сидорово — село Ильинского района Ивановской области России, входит в состав Ивашевского сельского поселения.

## География
Расположено в 21 км на северо-восток от центра поселения села Ивашево и в 28 км на северо-восток от райцентра посёлка Ильинское-Хованское.

## История
Сельская одноглавая каменная церковь была построена в 1821 году местным помещиком Грековым с двумя престолами: Феодоровской Богоматери и св. бессребреников Косьмы и Дамиана. В середине XIX века колокольню соединили с храмом, пристроив к его западному фасаду ризницу и крещальню. До пожара 1870 года рядом стояла вторая, деревянная церковь Косьмы и Дамиана.
В конце XIX — начале XX село входило в состав Нажеровской волости Ростовского уезда Ярославской губернии. 
С 1929 года село являлось центром Сидоровского сельсовета Ильинского района, в 1946—1960 годах в составе Аньковского района, с 1954 года — в составе Нажеровского сельсовета, с 2005 года — в составе Ивашевского сельского поселения.

## Население
| 1859 | 1914 | 2010 |
| ---- | ---- | ---- |
| 237  | ↗240 | ↘18  |

## Достопримечательности
В селе расположена недействующая Церковь Феодоровской иконы Божией Матери (1821).